# Hans-Günther Baass
Hans-Günther Baass (* 22. März 1909 in Hamburg; † 12. Dezember 1991 ebenda) war ein deutscher Maler, der auf neuartige Weise das Lichtspektrum als sinnliche Wahrnehmung erforschte und daran anschließend auf großformatigen Leinwänden das Verhältnis zwischen Licht und Raum zur Darstellung brachte.

## Leben
Eine erste künstlerische Ausbildung erhielt Baass an der Hamburger Landeskunstschule (Am Lerchenfeld) bei Julius Wohlers um 1937. Er brach das Kunststudium jedoch 1938 wieder ab, möglicherweise wegen finanzieller Probleme. Im gleichen Jahr arbeitete er bereits im Atelier des Porträtmalers Wilhelm Mann mit. Um 1939 war er bei einer Malerfirma tätig und machte bis 1940 eine Lehre in der Druckerei Jagdmann und Bohm in Hamburg.

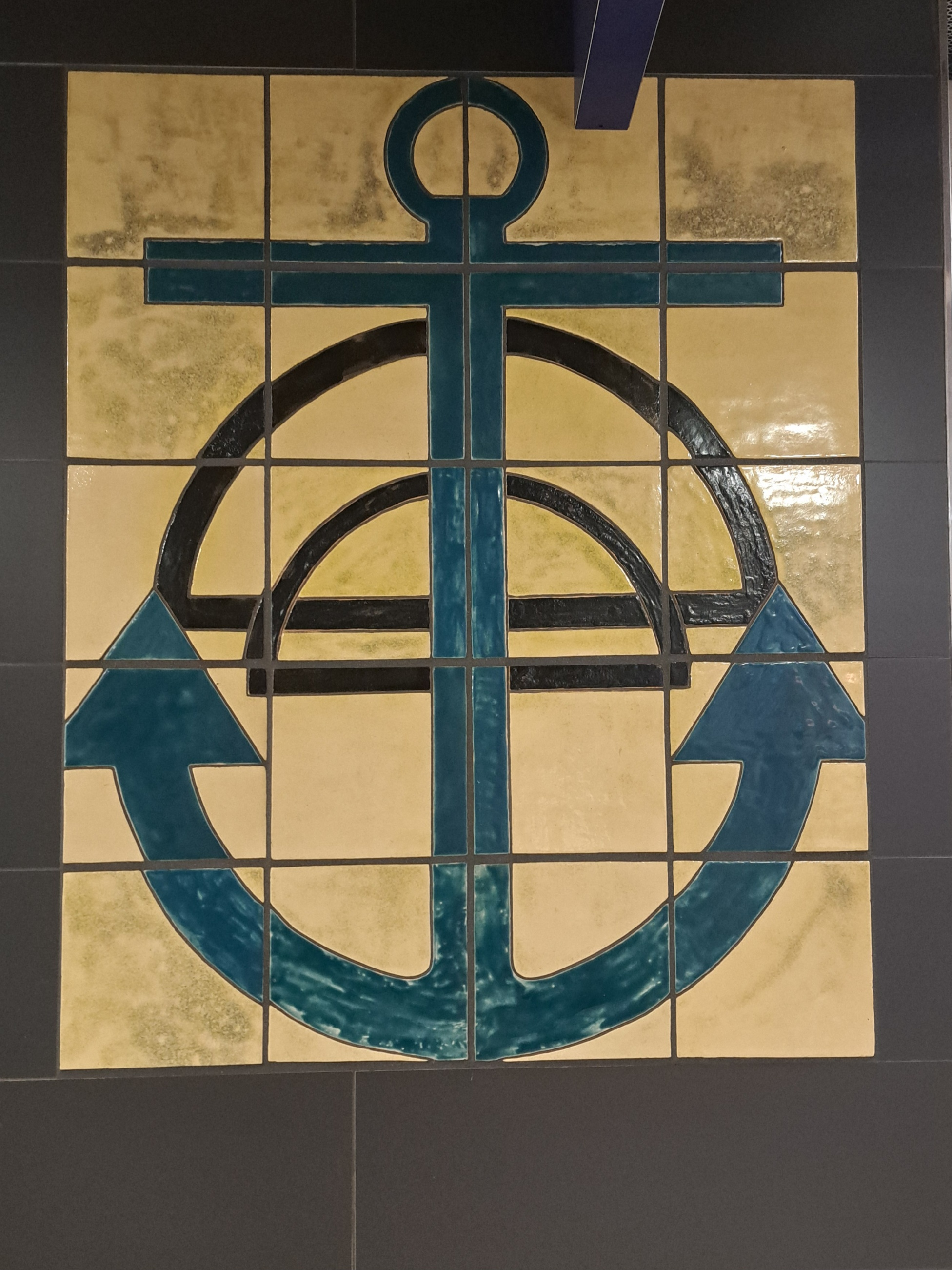

Nach dem Zweiten Weltkrieg studierte Baass an der Landeskunstschule in Hamburg bei dem früheren Sezessionskünstler Ivo Hauptmann. Im Anschluss daran übernahm er Plakataufträge für Unternehmen, wie etwa für die Reederei Hamburg Süd und schuf Wandbilder für die Stadt Hamburg. Bis Anfang 2020 zu sehen waren seine Keramikbilder mit Anker am S-Bahnhof Landungsbrücken. Die meisten davon wurden im Zuge der Sanierung 2019/2020 überdeckt.
Seine erste Ausstellung fand im Hamburger Café Latin 1967 statt. Ein Jahr später bezog er sein Dachatelier am Jungfernstieg, das er bis zu seinem Tode behalten sollte, und das jetzt den Baass-Stipendiaten als Atelier dient.
1973 stellte Baass in der Galérie Saint Placide in Paris aus und zwischen 1976 und 1980 im „Salon des Artistes Indépendants“.
Ab 1981 bis 1988 nahm er als einer der wenigen deutschen Künstler jährlich am Pariser Herbstsalon („Salon d’Automne“) in der französischen Hauptstadt teil.
Viele seiner Bilder fielen 1983 einer Verbrennungsaktion des Künstlers zum Opfer. Über die Gründe wird noch spekuliert.
Nach einer intensiven Auseinandersetzung mit der Bibel schuf er zwischen 1982 und 1983 einen Bilder-Zyklus mit zehn Szenen aus dem neuen Testament, der 1984 im Kirchenschiff der Hamburger Hauptkirche St. Petri ausgestellt wurde.
1987 fand seine letzte Ausstellung in Frankreich in der Galérie Evérart in Paris statt. Die zu seinen Lebzeiten letzte Ausstellung seiner Werke hing zwischen 1989 und 1991 im Rathaus der Insel Helgoland, wohin er in den letzten Lebensjahren viele Reisen unternommen hatte.
Am 12. Dezember 1991 starb Hans-Günther Baass nach längerer Krankheit in Hamburg.
Aus seinem Nachlass wird ein Stipendium finanziert, das von der Hamburger Kulturbehörde für jeweils zwei Jahre an junge Künstler vergeben wird.
Ein weiterer Teil seines Nachlasses wurde an den Verein Forum für Nachlässe von Künstlerinnen und Künstlern e.V., Hamburg, übergeben.

## Ausstellungen
- „Ausstellungspremiere“, Forum für Nachlässe von Künstlerinnen und Künstlern e.V. Künstlerhaus Sootbörn, Hamburg 2005
- Hans-Günther Baass (1909–1991). Retrospektive. Künstlerhaus Sootbörn, Hamburg, 4. bis 18. November 2007